# Новая Деревня (Козловский район)
Но́вая Дере́вня (чув. Ҫӗньял) — деревня в Козловском районе Чувашской Республики России. Входит в состав Емёткинского сельского поселения.

## География
Расстояние до столицы республики, города Чебоксары, составляет 85 км, до районного центра, города Козловка, — 18 км, до железнодорожной станции — 15 км. Деревня расположена на левобережье реки Сельская (приток реки Атиково). 
Часовой пояс
Новая Деревня, как и вся Чувашская Республика, находится в часовой зоне МСК (московское время). Смещение применяемого времени относительно UTC составляет +3:00.
Административно-территориальная принадлежность
В составе: Никольской волости Чебоксарского уезда (до 1 октября 1927 года), Козловского (до 20 декабря 1962 года), Урмарского (до 14 марта 1965 года) районов. С 14 марта 1965 года деревня — вновь в составе Козловского района:219.

Сельские советы: Гришкинский (с 1 октября 1927 года), Липовский (с 1 октября 1928 года), Емёткинский (с 14 июня 1954 года):219.

## История
Жители до 1866 года — государственные крестьяне; занимались земледелием, животноводством, изготовлением колёс, нанимались сапожниками, пильщиками в селения Чебоксарского уезда. В 1931 году образован колхоз «Трактор». 
 По состоянию на 1 мая 1981 года Новая Деревня Емёткинского сельского совета — в составе совхоза «Родина»:89.
Религия
В конце XIX — начале XX века жители деревни Новая были прихожанами Богородицкой церкви села Беловолжское (Богородское) (Построена в 1698 году на средства помещика В.Л. Есипова; каменная с главным престолом во имя Божией Матери Казанской, приделы: во имя Святого Николая Чудотворца и во имя Преподобного Макария Желтоводского. Закрыта в 1940 году).

## Название
Чувашское название произошло от чув. ҫӗнӗ «новый» и ял «деревня».

## Население
| 2010 | 2012 |
| ---- | ---- |
| 54   | ↗55  |

По данным Всероссийской переписи населения 2002 года в деревне проживали 68 человек, преобладающая национальность — чуваши (96%).

## Инфраструктура
Функционирует КФХ «Сорокин» (по состоянию на 2010 год).